# FREDI
 (mai 2019).
Pour les articles homonymes, voir Fredi.
FREDI (appelée aussi Fondation FREDI ou Fondation pour la Recherche d'Enfants Disparus, International) est une fondation à but non lucratif suisse spécialisée dans la recherche de mineurs d'âge disparus, ceci dans le monde entier. Fondée en 1995 à Fribourg (Suisse), la Fondation FREDI opère sur le net depuis 1997. Elle travaille sous la surveillance de la Confédération et a été reconnue d'utilité publique.

## Ses buts
La Fondation FREDI a de nombreux buts. Outre la diffusion des portraits des enfants disparus, elle fait de la prévention tant sur le papier que sur le terrain. Elle fait en sorte que les enfants disparus de longue date ne soient pas oubliés, réduits à de simples dossiers. Elle vise à collaborer le mieux possible avec les polices suisses mais aussi étrangères. FREDI fournit également des adresses d'aide, pour les familles notamment.

## Activités sur internet
FREDI diffuse les portraits des enfants disparus même devenus adultes, tant qu'ils n'ont pas été retrouvés.
FREDI diffuse aussi des conseils de prévention pour éviter les pièges des criminels ainsi que les dernières astuces de ceux-ci pour attirer des enfants.
FREDI tient des statistiques annuelles tant pour les enlèvements criminels que pour les enlèvements parentaux.
FREDI tient un registre des dernières news concernant des enlèvements, des tentatives d'enlèvement ou encore des violences sur enfants ayant rapport avec son activité.

## Ses activités les plus récentes
La Fondation FREDI s'est engagée pour obtenir l'alerte enlèvement en Suisse avec une pétition qui a récolté 35000 signatures. Depuis la remise de la pétition à la chancellerie fédérale, FREDI a suivi le dossier de près.
En 2009, la Fondation FREDI a lancé un nouveau concept destiné aux parents, afin qu'ils soient toujours prêts en cas d'enlèvement de leur enfant: "Une petite clé qui pourrait lui sauver la vie"..